# První vláda Wernera Faymanna

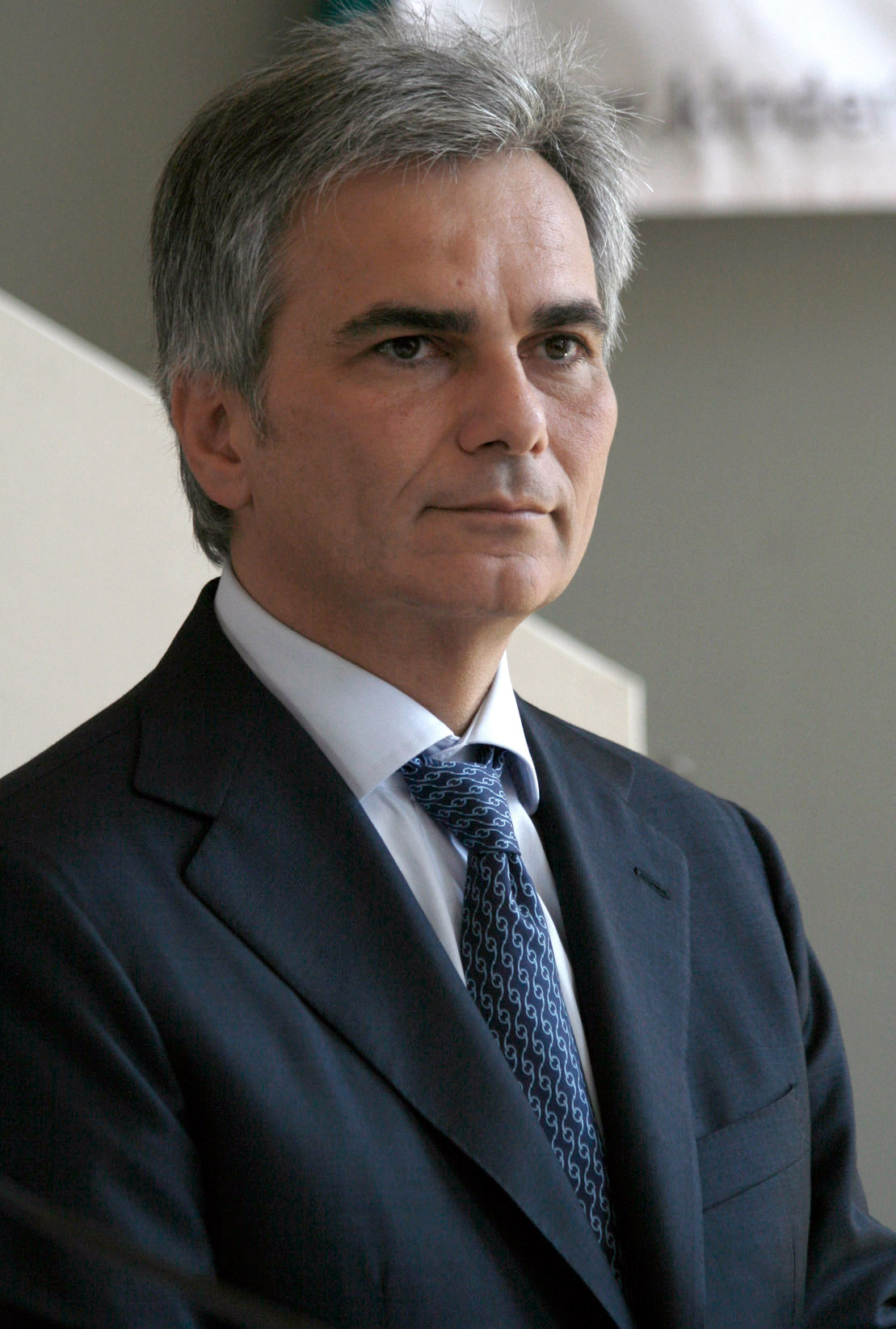
Spolkový kancléř Werner Faymann.

První vláda Wernera Faymanna byla od 2. prosince 2008 do 16. prosince 2013 spolkovou vládou Republiky Rakousko. Tvořila ji velká koalice Sociálně demokratické strany Rakouska (SPÖ) a Rakouské lidové strany (ÖVP). Vznikla po volbách, které se konaly 28. září stejného roku. Po dalších volbách ji nahradila druhá vláda Wernera Faymanna.

## Složení vlády
| Portfej                                                                | Ministr                         | Strana | Strana    | Nástup do úřadu  | Odchod z úřadu    |
| ---------------------------------------------------------------------- | ------------------------------- | ------ | --------- | ---------------- | ----------------- |
| Spolkový kancléř                                                       | Werner Faymann                  |        | SPÖ       | 2. prosince 2008 | 16. prosince 2013 |
| Vicekancléř                                                            | Josef Pröll                     |        | ÖVP       | 2. prosince 2008 | 21. dubna 2011    |
| Vicekancléř                                                            | Michael Spindelegger            |        | ÖVP       | 21. dubna 2011   | 16. prosince 2013 |
| Ministr financí                                                        | Josef Pröll                     |        | ÖVP       | 2. prosince 2008 | 21. dubna 2011    |
| Ministr financí                                                        | Maria Fekter                    |        | ÖVP       | 21. dubna 2011   | 16. prosince 2013 |
| Ministr zahraničí a evropských záležitostí                             | Michael Spindelegger            |        | ÖVP       | 2. prosince 2008 | 16. prosince 2013 |
| Ministryně pro ženské záležitosti a státní správu                      | Gabriele Heinischová-Hoseková   |        | SPÖ       | 2. prosince 2008 | 16. prosince 2013 |
| Ministr zdravotnictví                                                  | Alois Stöger                    |        | SPÖ       | 2. prosince 2008 | 16. prosince 2013 |
| Ministryně vnitra                                                      | Maria Fekterová                 |        | ÖVP       | 2. prosince 2008 | 21. dubna 2011    |
| Ministryně vnitra                                                      | Johanna Miklová-Leitnerová      |        | ÖVP       | 21. dubna 2011   | 16. prosince 2013 |
| Ministr/yně spravedlnosti                                              | Johannes Hahn (pověřen řízením) |        | ÖVP       | 2. prosince 2008 | 15. ledna 2009    |
| Ministr/yně spravedlnosti                                              | Claudia Bandionová-Ortnerová    |        | bezp./ÖVP | 15. ledna 2009   | 21. dubna 2011    |
| Ministr/yně spravedlnosti                                              | Beatrix Karlová                 |        | ÖVP       | 21. dubna 2011   | 16. prosince 2013 |
| Ministr obrany státu a sportu                                          | Norbert Darabos                 |        | SPÖ       | 2. prosince 2008 | 11. března 2013   |
| Ministr obrany státu a sportu                                          | Gerald Klug                     |        | SPÖ       | 11. března 2013  | 16. prosince 2013 |
| Ministr zemědělství, lesnictví, životního prostředí a vodohospodářství | Nikolaus Berlakovich            |        | ÖVP       | 2. prosince 2008 | 16. prosince 2013 |
| Ministr práce, sociálních věcí a ochrany spotřebitelů                  | Rudolf Hundstorfer              |        | SPÖ       | 2. prosince 2008 | 16. prosince 2013 |
| Ministryně nauk, umění a kultury                                       | Claudia Schmiedová              |        | SPÖ       | 2. prosince 2008 | 16. prosince 2013 |
| Ministryně dopravy, inovací a technologií                              | Doris Buresová                  |        | SPÖ       | 2. prosince 2008 | 16. prosince 2013 |
| Ministr hospodářství, rodiny a mládeže                                 | Reinhold Mitterlehner           |        | ÖVP       | 2. prosince 2008 | 16. prosince 2013 |
| Ministr/yně pro vědu a výzkum                                          | Johannes Hahn                   |        | ÖVP       | 2. prosince 2008 | 26. ledna 2010    |
| Ministr/yně pro vědu a výzkum                                          | Beatrix Karlová                 |        | ÖVP       | 26. ledna 2010   | 21. dubna 2011    |
| Ministr/yně pro vědu a výzkum                                          | Karlheinz Töchterle             |        | ÖVP       | 21. dubna 2011   | 16. prosince 2013 |